# Gulbadam Babamuratova
Gulbadam Babamuratova (Türkmenabat, URSS, 24 de agosto de 1991) es una deportista turcomana que compite en judo. Ganó una medalla de plata en los Juegos Asiáticos de 2014, y una medalla de bronce en el Campeonato Asiático de Judo de 2016.

## Palmarés internacional
| Juegos Asiáticos    | Juegos Asiáticos        | Juegos Asiáticos  | Juegos Asiáticos |
| Año                 | Lugar                   | Medalla           | Categoría        |
| ------------------- | ----------------------- | ----------------- | ---------------- |
| 2014                | Incheon (Corea del Sur) | Medalla de plata  | –52 kg           |
| Campeonato Asiático |                         |                   |                  |
| Año                 | Lugar                   | Medalla           | Categoría        |
| 2016                | Taskent (Uzbekistán)    | Medalla de bronce | –52 kg           |